# Het plan SStoeffer
Het plan Sstoeffer is het 25ste stripverhaal van De Kiekeboes. De reeks wordt getekend door striptekenaar Merho.

## Verhaal
Tijdens het vakantieverblijf van de familie Kiekeboe in de Zuid-Amerikaanse staat Papagaya wordt Fanny door dictator Von Sstoeffer als zijn liefje opgeëist. Als spionne van de verboden Koptoe-partij, geleid door Pepito Pasvito, zal ze proberen de plannen van de wrede tiran te dwarsbomen.

## Culturele verwijzingen
- Het land "Papagaya" is een woordspeling op het woord papegaai en Paraguay.
- Dictator Otto Maria von Sstoeffers naam is een woordspeling op het Vlaamse tussentaalwoord "stoefer" (opschepper), de Paraguayaanse dictator Alfredo Stroessner en de SS.
- Sstoeffers regime vertoont nogal wat parallellen met Adolf Hitler. De soldaten groeten Sstoeffer door hun rechterbeen op te tillen in plaats van hun rechterarm. Hitlers portret hangt ook aan Sstoeffers muur in strook 50 en hij verwijst in een toespraak direct naar de dictator (strook 58)
- Verdere namen met woordspelingen zijn onder meer Stuer en Knuppel (stuurknuppel), de honden Blak en Dekker (Black & Decker), Frits Pappenheimer (een verwijzing naar de uitdrukking "zijn pappenheimers kennen"), Papito Pasvito (een "passe-vite" is een groentenzeef), Ed Setera (et cetera) ...
- De hoofdredacteur Leos Siano van "Los Ultimas Noticias" (strook 8) is een knipoogje naar toenmalig hoofdredacteur Leo Siaens van Het Laatste Nieuws, de krant waar Kiekeboe toen in gepubliceerd werd.
- De vrouw die spion Frank Sinistra opbelt heet "Madre Porcelano". Letterlijk vertaald betekent dit "Moeder Porselein", een verwijzing naar de uitdrukking "Voorzichtigheid is de moeder van de porseleinkast".
- Frank Sinistra is een woordspeling op het woord "sinister" en zanger Frank Sinatra.
- De Koptoepartij is een woordspeling op de uitdrukking "kop toe!"
- Dr. Mengelwerk is een woordspeling op het woord "mengelwerk" en nazidokter Josef Mengele.
- Noë de duif is een verwijzing naar de Bijbelse figuur Noë die een duif losliet om land te zoeken.
- Schorum Stadt is een woordspeling op het begrip "schorem", dat "gemeen" betekent.
- De scène waarin Fanny onder de douche staat terwijl een belager haar wil uitschakelen verwijst naar de beroemde scène uit de film Psycho. Fanny verwijst tijdens het douchen ook naar deze film.